# Аршак I (цар Вірменії)
Аршак I (*Արշակ, д/н — 35) — цар Великої Вірменії у 35 році.

## Життєпис
Походив з династії Аршакідів. Син Артабана III, царя Парфії. Народився та виховувався при царському дворі. Про молоді роки замало відомостей. 35 року після смерті вірменського царя Арташеса III Аршак обійняв трон Великої Вірменії.
Аршак I намагався заручитися римською підтримкою задля збереження влади. Але римський імператор Тиберій вирішив посадити на трон власного претендента. Він надав підтримку Мітридату, брату Фарсмана I, царя Іберії, який повалив Аршака I й став царем Великої Вірменії. Аршака I отруїли власні слуги.